# 시즈미촌
시즈미촌(志都美村)은 나라현 기타카쓰라기군에 속해있던 촌이다. 현재의 가시바시 북부에 해당한다.

## 역사
- 1889년 4월 1일 - 정촌제 시행에 의해 가스게군 시즈미촌이 성립하였다.
- 1897년 4월 1일 - 군제 시행에 의해 기타카쓰라기군으로 변경되었다.
- 1956년 4월 1일 - 고이도촌, 시모다촌, 니조촌과 합병해 가시바정이 성립하여, 동일 시즈미촌은 폐지되었다.

## 교통

### 철도
- 일본국유철도
  - 와카야마선

## 참고문헌
- 志都美村史 - 香芝検定実行委員会